# Prêmio Caboré
O Prêmio Caboré foi criado em 1980 pelo jornal Meio & Mensagem. Anualmente laureia os principais profissionais, agências e empresários que contribuem para o desenvolvimento da propaganda no Brasil.
Atualmente o prêmio conta com 12 categorias: Agência de Propaganda, Anunciante, Empresário ou Dirigente da Indústria da Comunicação, Veículo de Comunicação (Mídia Impressa), Veículo de Comunicação (Mídia Eletrônica), Profissional de Atendimento, Profissional de Criação, Profissional de Mídia, Profissional de Planejamento, Profissional de Marketing, Profissional de Veículo, Serviço Especializado e Produção Publicitária.
Há três indicados por categoria e o vencedor é eleito pelos assinantes do jornal, com o resultado auditado pela PricewaterhouseCoopers.
A premiação é sempre realizada no dia 4 de dezembro, Dia Mundial da Propaganda.

## Vencedores (lista incompleta)

### Agências de Propaganda (lista completa)
- 2016: Publicis Brasil
- 2015: Talent Marcel
- 2014: Leo Burnett
- 2013:Ogilvy
- 2012: Africa
- 2011: Loducca
- 2010: AlmapBBDO
- 2009: Talent
- 2008: AlmapBBDO
- 2007: Leo Burnett
- 2006: DM9DDB
- 2005: Africa
- 2004: AlmapBBDO
- 2003: DM9DDB
- 2002: Neogama BBH
- 2001: W/Brasil
- 2000: Lew,Lara
- 1999: F/Nazca Saatchi & Saatchi
- 1998: DPZ
- 1997: Almap/BBDO
- 1996: DM9
- 1995: Z+G Grey
- 1994: DM9
- 1993: DM9
- 1992: DPZ
- 1991: DM9
- 1990: DPZ
- 1989: W/Brasil
- 1988: W/GGK
- 1987: W/GGK
- 1986: Talent
- 1985: Talent
- 1984: Talent
- 1983: Mendes
- 1982: Lage Stabel / BBDO
- 1981: DPZ
- 1980: CBBA

### Anunciante
- 2016: Coca-Cola
- 2015: Itaú
- 2014: Bomnegócio.com
- 2013: Fiat,
- 2012: Visa,
- 2011: Nissan,
- 2010: Procter & Gamble,
- 2009: HSBC,
- 2008: Volkswagen,
- 2007: Fiat,
- 2006: Skol,
- 2005: Vivo,
- 2004: Itaú,
- 2003: Casas Bahia,
- 2002: Banco do Brasil,
- 2001: Skol,
- 2000: Intelig,
- 1999: Embratel,
- 1998: McDonald's,
- 1997: Kaiser,
- 1996: Parmalat
- 1995: IBM

### Empresário ou Dirigente da Indústria da Comunicação
- 2015: Alberto Pecegueiro,
- 2014: Márcio Santoro,
- 2013: Celso Loducca,
- 2012: Sérgio Amado,
- 2011: Paulo Giovanni,
- 2010: Luiz Lara,
- 2009: Marcello Serpa,
- 2008: Dalton Pastore,
- 2007: Alexandre Gama,
- 2006: Roberto Justus,
- 2005: João Daniel Tikhomiroff,
- 2004: João Augusto Valente,
- 2003: Luiz Lara,
- 2002: Eduardo Fischer,
- 2001: Julio Ribeiro,
- 2000: Fábio Fernandes,
- 1999: Nizan Guanaes

### Veículo de Comunicação/ Mídia Eletrônica
- 2015: Rede Globo,
- 2014: Facebook,
- 2013: YouTube,
- 2012: Sportv,
- 2011: Google
- 2010: Globo.com,
- 2009: Elemidia,
- 2008: Terra,
- 2007: Multishow,
- 2006: Rede Record,
- 2005: GNT,
- 2004: Rede Globo,
- 2003: Sportv,
- 2002: MTV Brasil,

### Veículo de Comunicação/ Mídia Impressa
- 2013: Exame,
- 2012: O Globo,
- 2011: Metro,
- 2010: O Estado de S. Paulo,
- 2009: Exame,
- 2008: Veja,
- 2007: Casa Claudia,
- 2006: Claudia,
- 2005: O Estado de S. Paulo,
- 2004: Contigo,
- 2003: Veja,
- 2002: Revista Dinheiro,
- 2001: Folha de S.Paulo,
- 2000: SBT,
- 1999: Epoca

### Profissional de Marketing
- 2016: Paula Nader
- 2015: Daniela Cachich
- 2014: Eduardo Tracanella
- 2013: Cristina Duclos
- 2012: Ronaldo Cunha Bueno
- 2011: Maria Luisa Lopez
- 2010: João Batista Ciaco
- 2009: Fernando Chacon
- 2008: Flávia da Justa
- 2007: Glen Valente
- 2006: Luca Cavalcanti,
- 2005: Orlando Lopes,
- 2004: Tarcisio Gargioni
- 2003: Mario Castelar
- 2002: Maria Inez Murad
- 2001: Carlos Murilo Moreno
- 2000: Elizabeth Peart
- 1999: Juan Vergara

### Profissional de Criação
- 2018: Keka Morelle
- 2015: Joanna Monteiro,
- 2014: Hugo Rodrigues,
- 2013: Eco Moliterno,
- 2012: João Livi,
- 2011: Luiz Sanchez,
- 2010: Mario D'Andrea,
- 2009: Guga Ketzer,
- 2008: Sérgio Gordilho,
- 2007: Rui Branquinho,
- 2006: Adriana Cury,
- 2005: Átila Francucci,
- 2004: Jaques Lewkowicz,
- 2003: Ruy Lindenberg,
- 2002: Adilson Xavier,
- 2001: Roberto Lautert,
- 2000: Cláudio Carillo,
- 1999: Marcello Serpa

### Profissional de Mídia
- 2015: Adrian Ferguson,
- 2014: Daniel Chalfon,
- 2013: Fátima Rendeiro,
- 2012: Alexandre Ugadin/Fábio Freitas,
- 2011: Patricia Muratori,
- 2010: Paulo Gregoraci,
- 2009: Eliana Bueno,
- 2008: Gleidys Salvanha,
- 2007: Luciana Schwartz,
- 2006: Angelo Franzão Neto,
- 2005: Monica de Carvalho,
- 2004: Flávio Rezende,
- 2003: Luiz Fernando Vieira,
- 2002: Ana Lucia Balleroni,
- 2001: Maria Lucia Cucci,
- 2000: Luiz Fernando Vieira,
- 1999: Manuel Mauger

### Profissional de Atendimento
- 2016: Marcio Borges
- 2015: Celina Esteves
- 2014: Daniel Jotta
- 2013: Marcelo Passos
- 2012: Alexandre Grymber
- 2011: Marcelo Passos
- 2010: Andre Paes de Barros (PB)
- 2009: Luis Fernando Musa
- 2008: Marcos Quintella
- 2007: Maria Pestana
- 2006: Marcio Santoro,
- 2005: (não houve vencedor),
- 2004: José Eustachio,
- 2003: Luiz Francisco Fico Meirelles,
- 2002: Ronaldo Gasparini,
- 2001: Ana Lucia Serra,
- 2000: (não houve vencedor),
- 1999: João Vassão

### Profissional de Veículo
- 2016: Marcelo Duarte,
- 2015: Roberto "Naná" Nascimento,

- 2014: Daniela Mignani,
- 2013: Carlos Henrique Nascimento,
- 2012: Fred Muller,
- 2011: Alexandre Caldini,
- 2010: Gilberto Corazza,
- 2009: Mauricio Palermo,
- 2008: Thais Chede Soares,
- 2007: Marcelo Assumpção,
- 2006: Eduardo Duda Melzer,
- 2005: Walter Zagari,
- 2004: Rogerio Gabriel Comprido,
- 2003: Sandra Sampaio,
- 2002: Enio Vergeiro,
- 2001: Thais Chede,
- 2000: Joana Woo,
- 1999: Caio Tulio Costa

### Serviço Especializado
- 2015 New Content
- 2013 NewStyle

- 2012 Time for Fun

- 2011 Tudo

- 2010 Rio360

- 2009 Tatil Design

- 2008 Sunset

- 2007:Bullet
- 2006: Banco de Eventos,
- 2005: B/Ferraz,
- 2004: Agência Click,
- 2003: Synapsys,
- 2002: Fábrica,
- 2001: Ibope,
- 2000: Banco de Eventos,
- 1999: Jaime Troiano

### Produção Publicitária - também chamada Fornecedor
- 2016: Paranoid
- 2015: O2 Filmes
- 2014: Bossa Nova
- 2013: Conspiração Filmes
- 2012: Mixer
- 2011: Paranoid
- 2010: Dínamo Filmes
- 2009: O2 Filmes
- 2008: Bossa Nova
- 2007: Margarida Flores e Filmes
- 2006: Conspiração Filmes
- 2005: Sentimental Filmes
- 2004: Cine
- 2003: O2 Filmes
- 2002: Pancrom
- 2001: Litokromia
- 2000: Takano
- 1999: Burti

### Profissional de Produção
- 2001: Patricia Viotti,
- 1999: João Daniel Tikhomiroff